# Get Up (I Feel Like Being A) Sex Machine
Get Up (I Feel Like Being A) Sex Machine (auch bekannt als Sex Machine) ist ein Funk-Stück, das von James Brown im Jahre 1970 aufgenommen wurde. Das Lied erschien auf Single bei King Records, das gleichnamige Album vom selben Jahr enthält eine elfminütige Version des Stückes. Es wurde von James Brown, Bobby Byrd und Ron Lenoff geschrieben.
Das Lied war eines der ersten, das Brown mit seiner neuen Band, den JB’s aufnahm. Ein Unterschied zu seinen früheren Aufnahmen wie Papa’s Got a Brand New Bag und Cold Sweat ist die Entzerrung der Bläser-Sätze. Stattdessen konzentriert sich das Lied auf die eindringlichen Bass- und Gitarren-Riffs von Bootsy und Catfish Collins und das Schlagzeug von Jabo Starks.
Laut seinem Bassisten Bootsy Collins ist James Brown die Songidee im Tourbus gekommen, Brown skizzierte die Noten auf einer Papiertüte. Das Stück wurde im Anschluss direkt im Studio und ohne Proben eingespielt. Im Vordergrund steht der Wechselgesang („Call and Response“) zwischen James Brown und Bobby Byrd, der auch als Co-Autor genannt wird.
Im Original beginnt das Stück mit einem kurzen, gesprochenen Dialog zwischen Brown und den Mitgliedern seiner Band. Brown nahm eine weitere Version für sein Album Sex Machine Today im Jahr 1975 auf.
Das Rolling Stone Magazine wählte das Lied auf Platz 326 der 500 wichtigsten Lieder aller Zeiten.

## Musiker der Originalaufnahme
- James Brown – Gesang, Klavier
- Bobby Byrd – Orgel, Gesang
- Clayton „Chicken“ Gunnells – Trompete
- Darryl „Hassan“ Jamison – Trompete
- Robert McCollough – Tenorsaxophon
- Phelps Collins – Gitarre
- William „Bootsy“ Collins – Bass
- John Starks – Schlagzeug

## US-Chartplatzierungen
| Charts (1970)            | Position |
| ------------------------ | -------- |
| Billboard Hot 100        | 15       |
| Billboard Hot R&B-Charts | 2        |

## Coverversionen
The Flying Lizards nahmen eine Coverversion des Stücks im Jahre 1984 auf, das auf dem Album Top Ten erschien. 1986 spielte der japanische Musiker Haruomi Hosone und seine Band eine Gesangs- und Instrumentalversion ein. Auf der Instrumentalversion trat auch der langjährige Saxophonist von Brown Maceo Parker auf. Die Rockband Widespread Panic nahm 2004 das Lied für ihr Live-Album Jackassolatern auf. 